# Larisa
Larisa (řecky Λάρισα, starořecky též Λάρισσα, latinsky a v mnoha novodobých jazycích Larissa) je město ve středním Řecku a hlavní město kraje Thesálie. Je jedním z hlavních center zemědělství a významným dopravním uzlem, který je spojen s přístavem Volos, Soluní i Athénami. V roce 2011 zde žilo 144 651 obyvatel.
Ve městě působí na nejvyšší úrovni fotbalový klub AE Larissa 1964, který v letech 1985 a 2007 získal vítězství v řeckém poháru a v roce 1988 vybojoval titul mistra Řecka. Ve městě sídlí lékařská fakulta Thesálské univerzity. Larisa má poměrně velké letiště s vzletovou a přistávací dráhou o délce 2960 metrů. Letiště bylo založeno roku 1912 a až do roku 1997 odbavovalo kromě vojenských letů i civilní spoje. Nyní slouží pouze jako základna vojenského letectva. Z pozoruhodných míst Řecka jsou Larise nejblíže skalní kláštery Meteora, pohoří Olymp a slavné pláže Olympské riviéry.

## Partnerská města
- Bălţi, Moldavsko
- Banská Bystrica, Slovensko
- Denizli, Turecko
- Knoxville, Spojené státy americké
- Stara Zagora, Bulharsko
- Rybnik, Polsko
- Ürgüp, Turecko

## Sport
- AE Larisa 1964 – fotbalový klub